# Sapinuwa
Sapinuwa o també Šapinuwa va ser una ciutat hitita que se situa a l'actual Ortaköy a la Província de Çorum, a Turquia. Era uns 60 km al nord-est d'Hattusa. Per les restes arqueològiques i escrites que s'han trobat, va ser un dels principals centres religiosos i administratius de l'Imperi Hitita, una base militar i el lloc de residència ocasional de diversos reis hitites quan visitaven la regió. En algunes de les tauletes d'argila trobades a Hattusa es parla del palau reial de Sapinuwa, que sens dubte era important. La ciutat estava situada en un altiplà escarpat i molt ben fortificada.
En el conjunt d'edificis que formaven el palau reial s'hi han trobat unes tres mil tauletes d'argila escrites en cuneïforme hitita, que encara no s'han publicat en la seva totalitat (2021), i que proporcionen molta informació sobre assumptes administratius, ja que contenen la correspondència entre el rei i els oficials de la ciutat i de diversos oficials militars i administratius entre ells. També s'han trobat algunes tauletes escrites en hurrita, que principalment són rituals religiosos, i en accadi.